# オリオンツアー

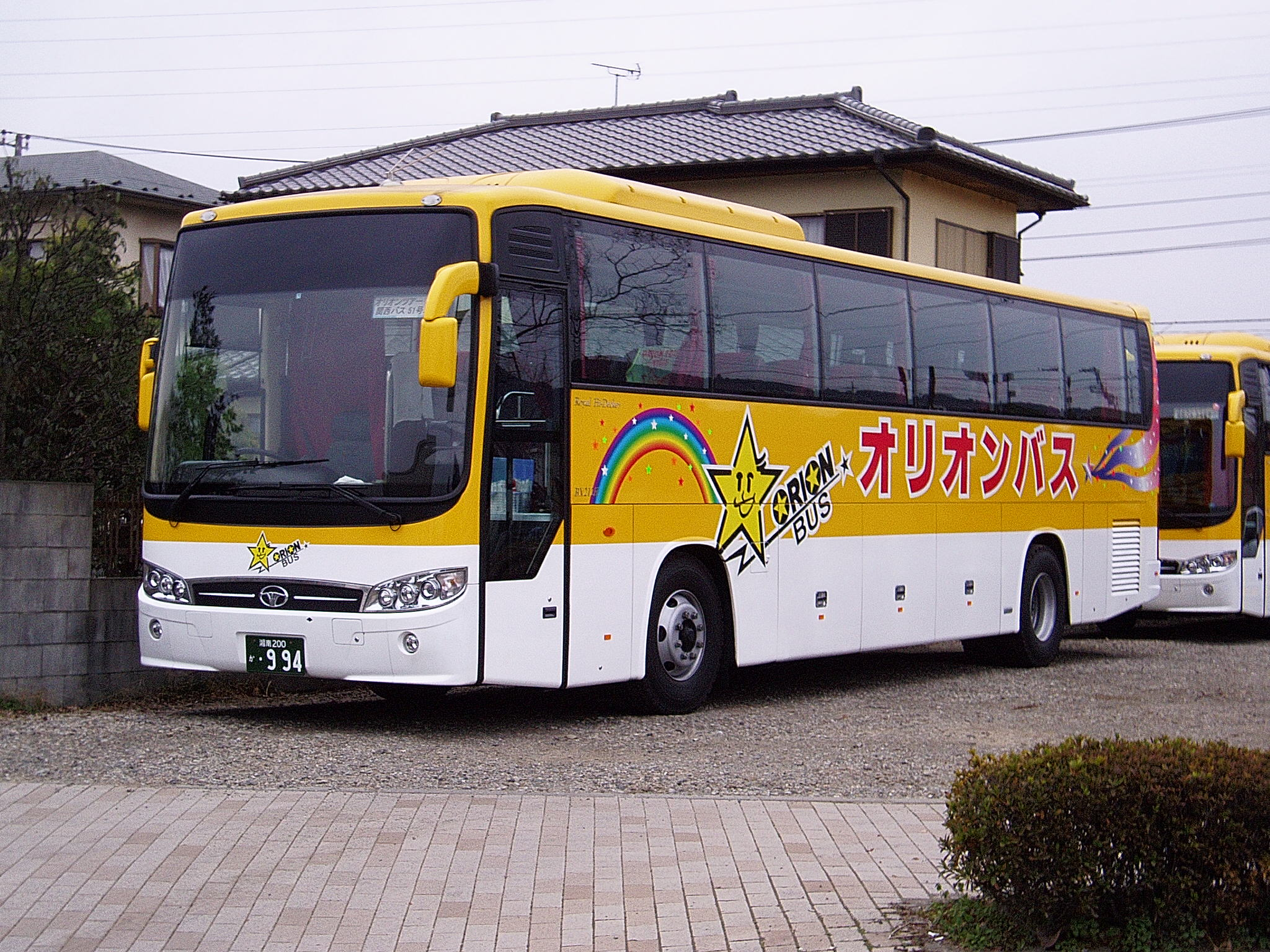
オリオンツアーの会員制都市間バス用車両（杉崎観光の車両）

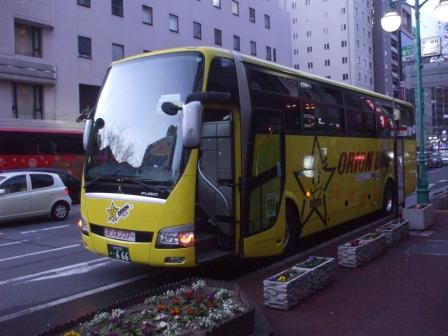
オリオンツアーの会員制都市間バス用車両（天領バスの車両）

株式会社オリオンツアー（英文名称：Orion Tour Co., Ltd.）は、東京都中央区に本社を置き、名古屋市・大阪市・福岡市に営業所を持つ第1種登録の旅行業者。観光庁長官登録旅行業第692号。H.I.Sグループに属する。
業務内容は主に旅行商品の企画・販売で、各地区の旅行代理店への卸し（ホールセール）、『じゃらん』・『るるぶ』等への雑誌媒体、自社ホームページを中心としたネット販売と展開している。商品内容は国内旅行で、幅広く行っている。新たに携帯サイトを開設し、携帯電話より24時間、ツアーバス（オリオンバス）の受付が可能になった。今後、スキーバス等も携帯サイトにおいて販売する予定である。
元々はスキーバスを専門に取扱っていた旅行会社であり、旧社名（豊和トラベルサービス）から2003年4月に現社名に変更。2005年に創立30周年を迎えた。スキー場に向かう夜行バスからオリオン座が見られることもあり、ブランド名を決定した。
2012年には株式会社オー・ティー・ビーを設立し、バス事業に参入した。

## 沿革
- 1976年　豊和トラベルサービスを設立

## 指定代理店認可航空会社
- 日本航空グループ
- スカイマーク

## 主な商品内容
国内スキー、都市間ツアーバス（オリオンバス）、沖縄ダイビング、北海道ゴルフ、その他に航空機利用の各都市周遊&滞在型フリープラン。

### オリオンバス
オリオンツアーが予約を取扱い、子会社オー・ティー・ビーおよび八洲交通が運行する高速路線バス。
高速ツアーバスとして運行開始、2013年7月31日より「O.T.B.ライナー」に改称の上高速路線バスに移行。2014年12月1日にツアーバス時代の名称である「オリオンバス」に回帰。

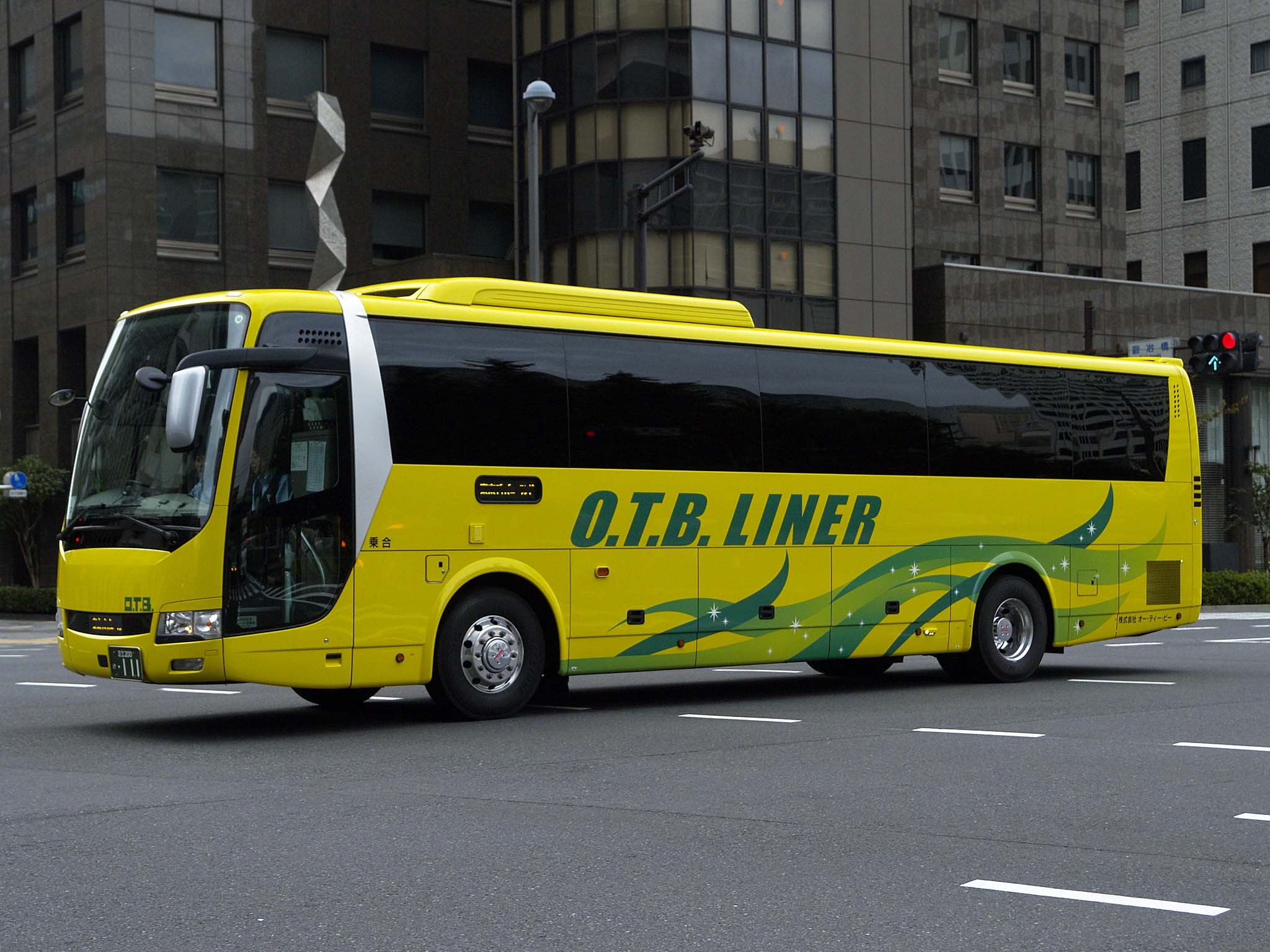
O.T.B.ライナー時代のオー・ティー・ビーの車両
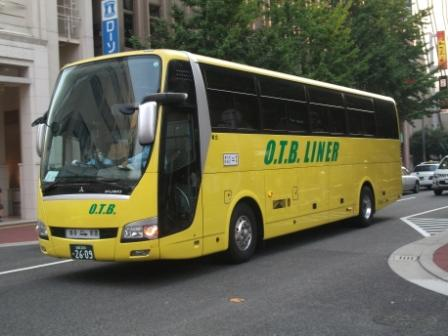
O.T.B.ライナーラッピングの車両（天領バス）
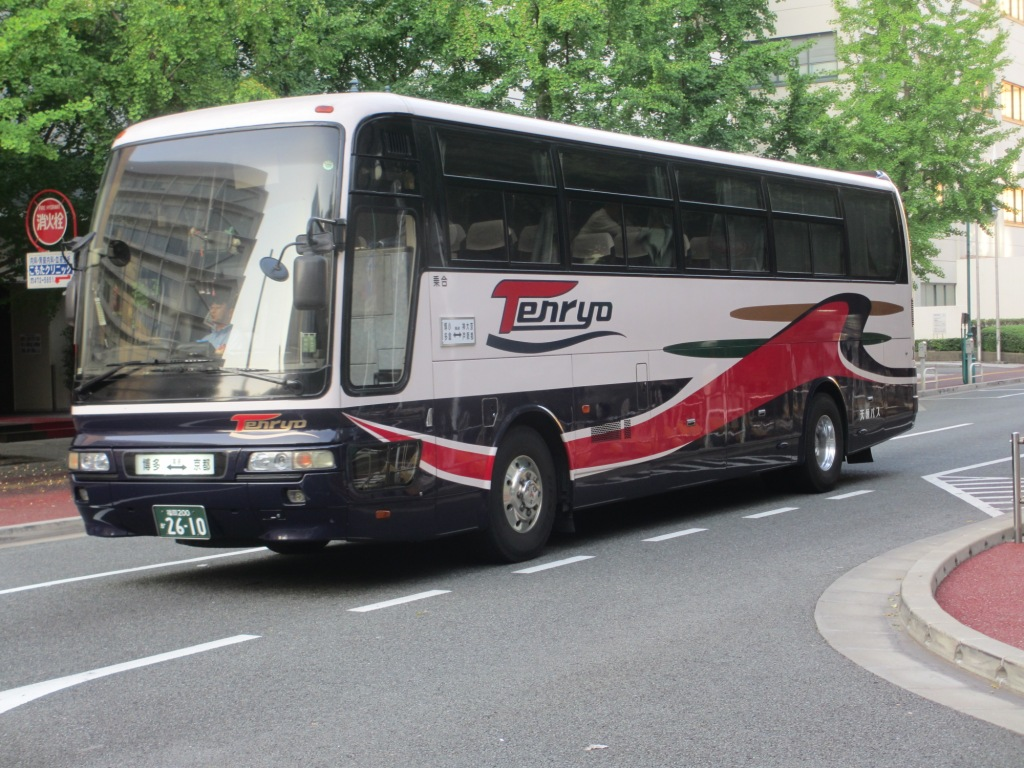
天領バス色の車両で運行されるO.T.B.ライナー（天領バス）

## 営業所一覧
- 本社営業所（東京都中央区）
- 名古屋営業所（愛知県名古屋市）
- 大阪営業所（大阪府大阪市）
- 福岡営業所（福岡県福岡市）

## 宣伝活動
CMについては単発的に行っている他、以下の一社提供番組を放送している。

### オリオンツアーpresents ガレッジセールのオリタラドコ旅
オリオンツアーpresents ガレッジセールのオリタラドコ旅（オリオンツアープレゼンツ ガレッジセールのオリタラドコたび）は、2019年4月6日より千葉テレビ放送（チバテレ）で放送されている旅番組で、ガレッジセールの冠番組でもあり、前述の通り当社一社提供番組である。
内容としては、ガレッジセールがオリオンバスの車両を用いて、チバテレのエリアである千葉県の他、関東地方や甲信越地方を旅する。ただし、オリオンツアーで実際に行われているバスツアーに参加する形式ではなく、あくまで番組独自のルートによる旅であるため、番組の最後に問い合わせ先などの紹介の際には、オリオンツアーのバスツアーでは該当のスポットを巡る旅を扱っていない場合がある旨の注釈が入る。また、オリオンバスが入れない狭い道路に入るスポットの場合には、チバテレの社用車で代替されることもある。
ナレーションは、加納有沙（加納の産休中は、竹内里奈 ※当時チバテレアナウンサー）。
過去には日本BS放送（BS11）でも初回から放送されていたが、第73回の百里基地編までの2021年3月までで放送終了した。2023年7月からは、ガレッジセールの2人が所属する吉本興業のテレビ局である、BSよしもとで第1回から放送される。
| 千葉テレビ放送 土曜 22:45 - 23:00枠                         | 千葉テレビ放送 土曜 22:45 - 23:00枠                                    | 千葉テレビ放送 土曜 22:45 - 23:00枠 |
| 前番組                                                      | 番組名                                                                 | 次番組                              |
| ----------------------------------------------------------- | ---------------------------------------------------------------------- | ----------------------------------- |
| しゅんしゅんクリニックPの美極めまシュッ （2019年1月 - 3月） | オリオンツアーpresents ガレッジセールのオリタラドコ旅 （2019年4月 - ） | -                                   |